# Aldfrith
Aldfrith (auch Aldfrid, Aldfrið, Aldferþ, Alfrið, Aelfrid, Alchfrit, Alhfrithus, Arcircius, Ealdferth, Ealdferð, Ealdferþ, Flann Fína, Flainn Fína maic Ossu; * vor 634; † 14. Dezember 705) war in den Jahren 686 bis 705 König des angelsächsischen Königreiches Northumbria.

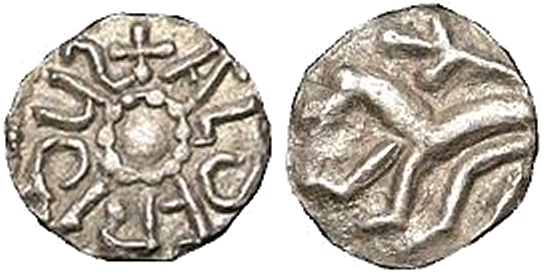
Aldfridus war der erste englische Herrscher, der seinen Namen auf Münzen prägen ließ.

## Leben

### Familie
Aldfrith war der Sohn von König Oswiu, der väterlicherseits aus der Königsdynastie von Bernicia, mütterlicherseits vermutlich aus dem deirischen Königshaus stammte. Oswiu war dreimal verheiratet. Seine erste Frau oder Konkubine während seines Exils (616–634) war Fina, eine Tochter (oder Enkelin) des Colman Rimid aus der irischen Dynastie der Uí Néill. Aus dieser nach Beda illegitimen Beziehung ging der Sohn Aldfrith hervor. Eine zweite Ehe ging er wohl zwischen 634 und 643 mit Rhianmellt aus Rheged, einer Tochter des Royth, ein. Seine Kinder Ealhfrith und Ealhflæd scheinen aus einer der beiden ersten Ehen zu entstammen, da Ealhflæd bereits um das Jahr 653 mit Peada, dem König der Mittelangeln, verheiratet wurde, und Ealhfrith sicherlich erwachsen war, als er 655 Unterkönig in Deira wurde. Da sie, im Gegensatz zu Aldfrith, nicht als illegitim bezeichnet wurden, werden sie oftmals als Kinder Oswius mit Rhianmellt angesehen. Schließlich heiratete Oswiu um 643 seine Cousine Eanflæd mit der er mehrere Kinder hatte: Den Sohn Ecgfrith (* um 645), die Töchter Ælfflæd (* um 654, Äbtissin von Whitby) und Osthryth und vermutlich auch sein Sohn Ælfwine (* um 661).
Aldfrith war mit Cuthburg (fl. um 700–718), der späteren Äbtissin von Wimborne Abbey verheiratet. Sie war die Tochter des Unterkönigs Cenred (fl. 670/676-nach 705) von Dorset und Schwester des bedeutenden Königs Ine von Wessex. Aldfriths Söhne waren Osred I., Offa († 750) und möglicherweise auch Osric (718–729). In religiösen Kontexten wird die Heilige Osanna von Jouarre als Aldfriths Tochter dargestellt. Von modernen Historikern wird die Verwandtschaft als legendenhaft abgelehnt.

### Jugend und Exil
Um 616 eroberte Edwin Northumbria und trieb die Söhne des gefallenen Æthelfrith als Thronrivalen ins Exil. Oswald, Oswiu, Æbbe und möglicherweise weitere Geschwister gingen zu König Eochaid Bude (608–629) ins irisch-schottische Reich Dalriada. Oswius Halbbruder Eanfrith zog mit anderen Geschwistern zu den Pikten. Während der Herrschaft seines Halbbruders Ecgfrith (664/670–685) blieb Aldfrith im Exil in Irland und im westlichen Britannien. Er wurde mit der keltischen Kultur vertraut und galt in Irland als bedeutender Gelehrter. Dort wurde er ein Schüler des Abtes Adomnan, dem er später in das Kloster Iona folgte. In den 680er Jahren bedrohten Iren und Pikten, mit denen Aldfrith möglicherweise verbündet war, Northumbria im Norden und Westen. 684 sandte Ecgfrith den Ealdorman Beorht zu einer erfolgreichen Plünderungsexpedition nach Irland. 685 kam es zum Krieg mit den Pikten, die von Brude mac Bili geführt wurden. Bei Nechtansmere, dem heutigen Dunnichen, kam es am 20. Mai 685 zur Schlacht bei Dunnichen Mere. Ecgfriths Truppen gerieten in einen Hinterhalt und wurden aufgerieben; er selbst fiel im Kampf. Damit endete die northumbrische Hegemonie auch im Norden. Das von Ecgfrith gegründete piktische Bistum Abercorn wurde aufgegeben und der Fluss Forth bildete die northumbrische Nordgrenze.

### Herrschaft

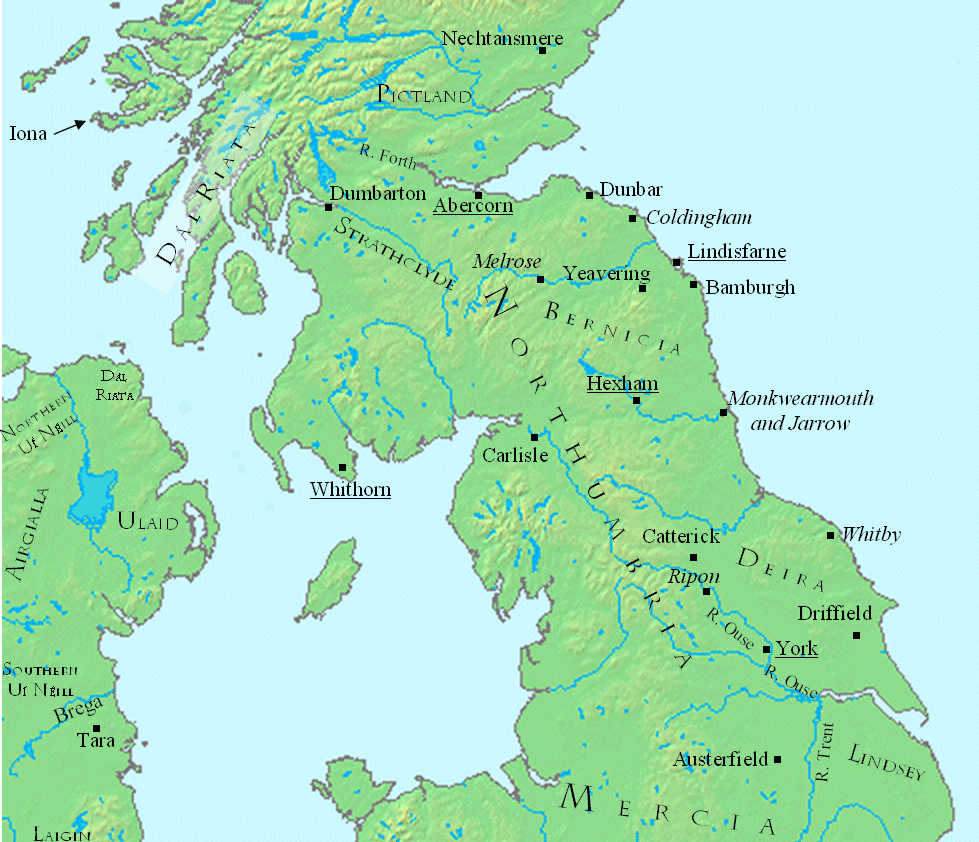
Northumbria um 700 n. Chr.

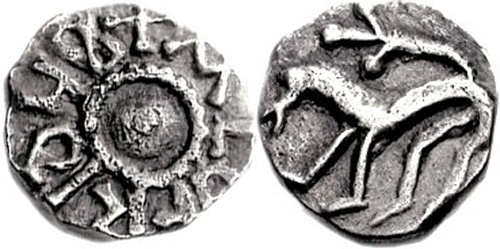
Pfennig von Aldfrith

Ecgfriths Leichnam wurde nach Iona gebracht und sein Halbbruder Aldfrith, nicht zuletzt durch die Einflussnahme seiner Schwester Ælfflæd, als Nachfolger des kinderlos verstorbenen Ecgfrith zum König ausgerufen. Aldfrith hatte zwar ein zurückgezogenes Leben als studierender Mönch geführt, doch zeigte er sich nach seiner Machtübernahme durchaus in der Lage, das durch die Niederlage gegen die Pikten geschwächte Reich politisch zu stabilisieren und dem Land einen langen Frieden zu sichern, den es bis dahin in den Kämpfen mit seinen Nachbarn lange entbehren musste. Angesichts des Werdegangs Aldfriths wundert es allerdings auch nicht, dass er der Bildung auch als König seine besondere Förderung widmete. Gelehrsamkeit und Künste kamen unter seiner Herrschaft zur Blüte. Durch Verschmelzung angelsächsischer, keltischer und mediterraner Elemente entstanden außergewöhnliche Werke der Buchmalerei, wie die Lindisfarne Gospels, oder der Architektur, wie der Skulpturenschmuck an den Klöstern und Kirchen in Wearmouth–Jarrow und Hexham.
Abt Adomnan von Iona suchte Aldfrith im Jahr 686 in der Funktion eines irischen Botschafters auf, um die Freilassung von 60 zwei Jahre vorher durch dessen Vorgänger Ecgfrith gefangenen Iren zu erwirken. Bei einem weiteren Besuch im Jahr 688 machte sich Adomnan mit dem römisch-katholischen Ritus der northumbrischen Kirche vertraut. Er schenkte Aldfrith seine Schrift De Locis Sanctis („Über die heiligen Stätten“), der eine Pilgerfahrt des Bischofs Arculf zugrunde lag. Abt Aldhelm von Malmesbury, den er vermutlich in Wessex getroffen hatte, widmete ihm das Werk De metris et enigmatibus ac pedum regulis auch Epistula ad Acircium (Briefe an Aldfrith). Dieses Lehrbuch der römischen Metrik enthält einen Abschnitt über die Symbolik der Siebenzahl sowie 100 Rätsel in Hexametern von großem kulturgeschichtlichem Wert. Nachdem sein Vater den Bischof von York, Wilfrid, ins Exil getrieben hatte, kehrte dieser 686 zurück, doch kam es 688 erneut zu Spannungen, wohl weil Aldfrith, der ja in Iona die iro-schottische Liturgie kennengelernt hatte, Sympathien für deren Kult entwickelte, während Wilfrid eisern auf die Durchführung der Beschlüsse der Synode von Whitby bestand. Zudem war Aldfrith nicht daran gelegen, dass im Bistum York ein Machtzentrum entstand, das seiner Königsherrschaft gleichwertig entgegentreten konnte. Daher plante Aldfrith die Errichtung eines weiteren Bistums in Ripon, während Wilfrid 692 erneut ins Exil geschickt wurde, diesmal nach Mercia. Dort wurde er Bischof von Leicester.
Die wirtschaftliche und politische Macht Aldfriths ermöglichten ein Heiratsbündnis mit dem einflussreichen König Ine von Wessex, dessen Schwester Cuthburg er heiratete. Er führte auch eine neue Silberwährung in Northumbria ein. Zum einzigen militärischen Konflikt in Aldfriths Regierungszeit kam es im Jahr 698 in dessen Verlauf der northumbrische Ealdorman Beorht/Beorhtred in einer Auseinandersetzung mit den Pikten getötet wurde. Zu einem unbekannten Zeitpunkt ließ sich Aldfrith von Cuthburg scheiden. Sie ging als Nonne ins Kloster Barking und wurde 718 Gründerin und erste Äbtissin von Wimborne Abbey. Um das Jahr 702 berief Aldfrith das Konzil von Austerfield ein, an dem neben Erzbischof Beorhtwald auch König Æthelred von Mercia und Wilfrid teilnahmen.

### Tod und Nachfolge
Als Aldfrith 705 erkrankte war die Thronfolge nicht gesichert, da sein Sohn Osred erst etwa acht Jahre alt war. Am 14. Dezember 705 starb Aldfrith in Driffield. Einige Historiker datieren seinen Tod abweichend auf das Jahr 704. Es begann eine Zeit politischer Wirren in der sich zunächst Eadwulf, ein Adliger unbekannter Herkunft, der möglicherweise mit dem deirischen Königshaus verwandt war, gegen die Anhänger Osreds durchsetzen konnte. Er regierte allerdings nur zwei Monate; dann folgte Aldfriths Sohn Osred I. durch die Unterstützung seiner Tante Ælfflæd und des Bischofs Wilfrid, auf den Thron. Die dynastischen Streitigkeiten waren jedoch nur kurzfristig beigelegt und es begann eine Epoche des wirtschaftlichen und kulturellen Niedergangs.